# Rocca de Radicofani
 (août 2025).
Si vous disposez d'ouvrages ou d'articles de référence ou si vous connaissez des sites web de qualité traitant du thème abordé ici, merci de compléter l'article en donnant les références utiles à sa vérifiabilité et en les liant à la section « Notes et références ».
La Rocca de Radicofani est une forteresse du XVIe siècle construite par les florentins sur un rocher basaltique de 896 m de hauteur qui domine l'ancien village médiéval de Radicofani, en Toscane.

## Origine
Sur le lieu occupé par le fort actuel, un premier château, daté de la fin du Xe siècle, était sous le contrôle de l'abbaye San Salvatore. 
Le lieu, aux confins de la république de Sienne et des États pontificaux, contrôlait l'importante voie de la Via Cassia ou Via Francigena.

## Histoire
La forteresse fut mentionnée pour la première fois en 973 et depuis lors, en raison de son importance stratégique, elle fut toujours contestée. Au début Radicofani était sous le contrôle de l'abbaye bénédictine de Monte Amiata mais en 1081 elle fut enlevée par les comtes Aldobrandeschi
De 1297 à 1300, le château abrita le fameux hors-la-loi Ghino di Tacco. En 1301-1302, Radicofani fut de nouveau au centre de la guerre menée par Guido di Montfort et Margherita Aldobrandeschi, Gibelins, contre les municipalités guelfes alliées à la papauté. Les Guelfes gagnèrent la guerre et la forteresse resta en paix pendant plusieurs décennies sous contrôle papal.
En 1405, la république de Sienne s'empare du château et fait construire une forteresse capable de résister aux nouvelles armes à feu.
Avec la fin de la république de Sienne en 1555, la forteresse fut intégrée dans le duché de Florence sous Cosme Ier de Médicis.
En 1560, l’architecte Baldassarre Lanci renforce l’ancien château en construisant une double enceinte de remparts.
Le château a été restauré grâce à un projet FIO (Fonds pour l'Investissement et l'Emploi) d'une valeur de plus de neuf milliards d'euros. Depuis janvier 1999, la forteresse est rouverte au public et peut être visitée dans son intégralité, y compris toutes les passerelles souterraines et les postes de tir. Le château a été transformé en musée.